# Cours (Deux-Sèvres)
Cours é uma comuna francesa na região administrativa da Nova Aquitânia, no departamento de Deux-Sèvres. Estende-se por uma área de 14,92 km². Em 2010 a comuna tinha 568 habitantes (densidade: 38,1 hab./km²).